# Теодор Генрі Фрісон
Теодор Генрі Фрісон (англ. Theodore Henry Frison; 17 січня 1895 — 9 грудня 1945) — американський ентомолог.

## Біографія
Народився 17 січня 1895 у місті Шампейн, штат Іллінойс. Батько — підприємець, емігрант з Німеччини. Матір народилася у штаті Нью-Йорк. Закінчив місцеву середню школу. Вивчав ентомологію в Іллінойському університеті. У 1918 році пішов служити в армію. Після служби продовжив навчання. Паралельно з навчанням працював асистентом у Відділенні ентомології університету. У 1921—1922 роках працював у Бюро ентомології та карантинних рослин. У 1923 році отримав ступінь доктора філософії.
У 1923 році почав працювати в Іллінойській природознавчій службі. У 1931 році став директором цієї організації та очолював її до своєї смерті. Член Товариства дикої природи.
Помер 9 грудня 1945 року у Шампейні від раку.

### Особисте життя
У 1919 році одружився з Рубі Гертрудою Дакс. У 1923 році в них народився син Теодор Генрі молодший, а в 1929 році дочка Патриція Енн.